# VSM Group

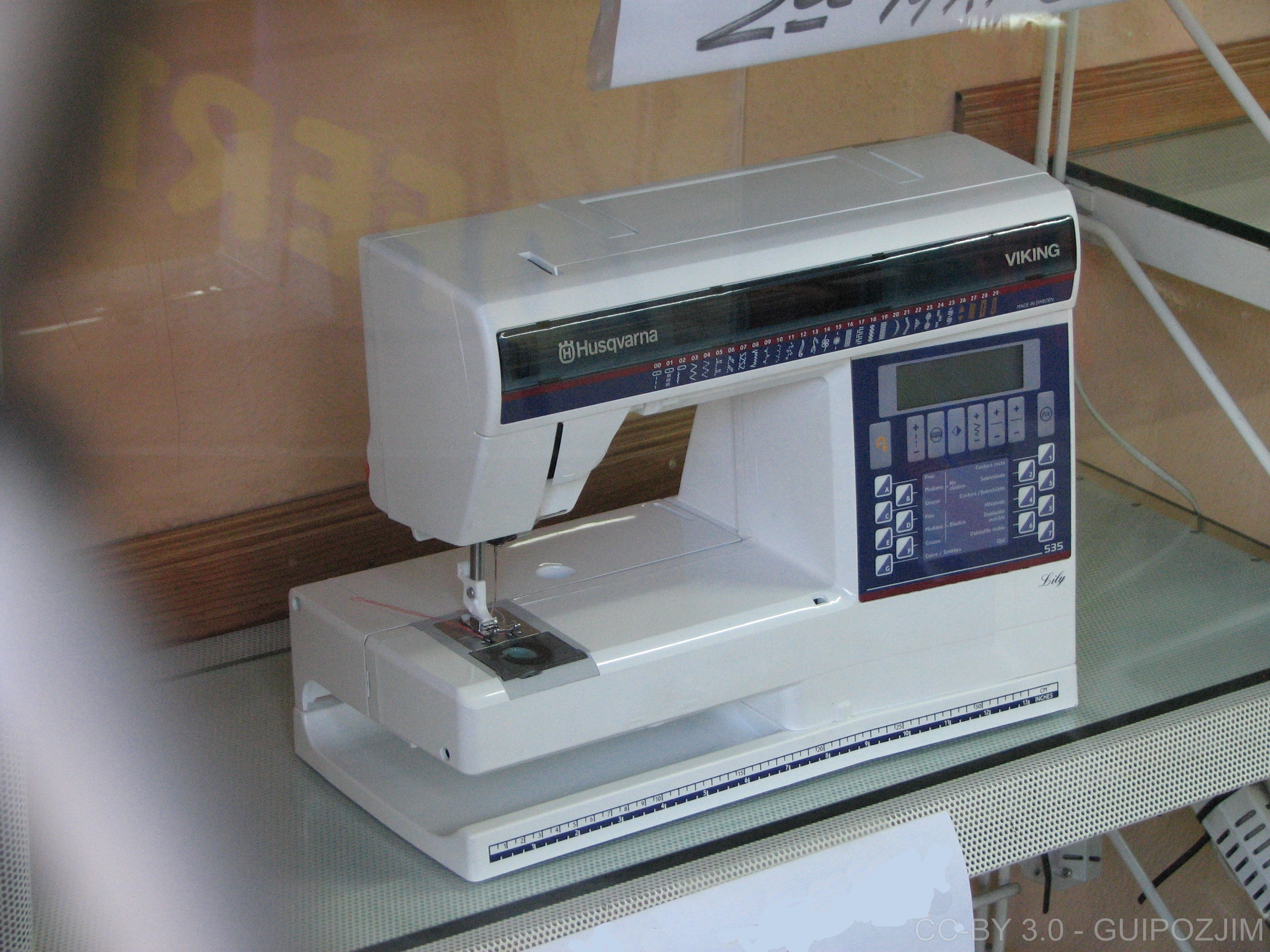
Machine à coudre Husqvarna Viking des années 2000.

VSM Group AB (Viking Sewing Machines), antérieurement appelé Husqvarna Sewing Machines, était une compagnie basée à Huskvarna en Suède, dont les activités ont été reprises par SVP Worldwide.
Fondée en 1872 en tant que filiale du groupe Husqvarna, Husqvarna Sewing Machines est devenue indépendante en 1997. VSM était connue pour ses machines à coudre et surjeteuses commercialisées sous les marques Husqvarna Viking et Pfaff. VSM proposait plusieurs gammes de machines à coudre :
- Haut-de-gamme : Designer series (sophistication des programmes intégrés)
- Bas-de-gamme : Huskystars (mécanisées seulement).

Les gammes étaient renouvelées chaque année.

## Histoire
En 1999, VSM Group reprend les machines à coudre Pfaff.
En décembre 2005, Industri Kapital cède VSM Group à Kohlberg Management IV, déjà propriétaire de la marque Singer. La fusion des deux entités donne alors naissance à SVP Worldwide, dont le siège social est à Hamilton aux Bermudes. Le nom SVP identifie les trois marques de la fusion (Singer, VSM, Pfaff). Toutes les marques utilisées par VSM group le sont sous licence de KSIN Luxembourg.